# Thessalos de Tralles
Pour les articles homonymes, voir Thessalos.
Thessalos de Tralles est un médecin grec du Ier siècle, considéré comme l'un des fondateurs de l'école méthodique, courant médical dominant dans les trois premiers siècles de l'Empire romain.
Ses textes sont perdus et l'on ne connait de lui que ce qu'en disent ses opposants ou concurrents, en premier lieu Galien.
Son assimilation à Thessalos l'astrologue (ou Pseudo-Thessalos), auteur d'un ouvrage de botanique astrologique, est discutée.

## Biographie
Les écrits de Thessalos sont perdus : sa biographie et sa doctrine ne sont connues qu'à partir des textes de ses détracteurs, principalement Pline l'Ancien et Galien,. Quelques uns de ses fragments se trouvent dans l'œuvre de Caelius.
Thessalos nait  dans la riche cité de Tralles, en Lydie (Asie Mineure), mais d'origine humble. Selon Galien, le père de Thessalos était cardeur de laine, et Thessalos lui-même n'aurait reçu aucune éducation digne de ce nom car élevé dans un gynécée.
Thessalos s'installe à Rome comme médecin, à l'époque de Néron : son floruit se situe dans les années 50 et 60 ap. J.C. Il remporte un grand succès de clientèle, jusqu'à parvenir dans l'entourage impérial. Il fonde sa propre école. Selon Galien et Pline l'Ancien, partout où il allait, Thessalos était suivi dans Rome par un cortège de disciples (« les ânes de Thessalos ») qui lui servaient de serviteurs et de gardes du corps. Galien reproche à Thessalos d'être un parvenu, de plaire à la foule et l'accuse de complaisance envers les malades riches et puissants,.
Auteur prolifique, Thessalos aurait écrit une dizaine d'ouvrages dont les titres sont cités par Galien : le Canon où il expose ses principe, Sur la méthode, la Lettre à Néron, Le livre contre les Aphorismes d'Hippocrate, deux livres de diététique (un dans les maladies aiguës, l'autre dans les chroniques), des livres chirurgicaux et un livre sur les médicaments.
À sa mort, Thessalos fait construire son tombeau sur la voie Appienne, en rédigeant sa propre épitaphe, en se faisant appeler iatronikès « vainqueur des médecins ».

## Doctrine
Pour un article plus général, voir École méthodique (médecine).
Thessalos de Tralles fut le chef de ce qu'on appelle l'école méthodique (ou méthodiste) de la médecine grecque antique, dont l'origine est attribuée à Asclépiade de Bithynie, premier médecin-philosophe à introduire la médecine grecque à Rome, et partisan d'une théorie corpusculaire du monde. Cette théorie est continuée en médecine par Thémison de Laodicée : si le corps vivant est fait de corpuscules circulant dans des canaux ou pores (onchoï), la maladie est une perturbation de la circulation des corpuscules dont les dimensions ne s'adaptent pas à celles des canaux. Dans le même temps Thémison distingue maladies chroniques (dues à un relâchement) et maladies aiguës (dues à un resserrement),.
Selon Galien, Thessalos aurait modifié cette doctrine en se présentant lui-même comme le fondateur d'une nouvelle école, finalement jugée simpliste et incohérente par Galien.
Cette école cherchait à saisir, à partir des « phénomènes » (manifestations apparentes de la maladie)  les « communautés » (ensemble des phénomènes qui caractérisent un état) ; le corps malade pouvant être réduit à trois états (resserré, relâché ou mixte) qui indiquent par eux-mêmes les traitements à suivre (comme la soif indique la boisson). Thessalos soutenait qu'on pouvait ainsi apprendre la médecine en six mois en enlevant de la médecine tout ce qui était superflu et inutile, notamment la recherche des causes, les systèmes théoriques, dialectique et logique… ce qui choquait Galien,:
« Ce Thessalos (à l'époque de Néron) lance des imprécations contre Hippocrate et les autres Asclépiades... Il se donne la couronne, se plaçant au-dessus de tous les anciens, et se proclame lui-même vainqueur... (Selon lui) tous les médecins antérieurs n'ont rien apporté d'utile pour conserver la santé ou pour écarter les maladies. Selon lui, Hippocrate a constitué un corps de doctrines nuisibles; Thessalos osa contredire les Aphorismes d'une façon fort peu civile » (De methodo medendi. De la méthode de guérison, l, 2).
Les historiens modernes ne prennent plus Galien au mot, et tentent de replacer Thessalos dans le contexte de son époque (croissance urbaine de la ville de Rome, dans un Empire traversé par des médecines culturellement différentes, avec des courants médicaux en concurrence auprès de l'aristocratie) tout en cherchant à reconstituer sa doctrine.
Il est difficile de distinguer exactement les apports de Thessalos à la doctrine de l'école méthodique. Il apparait que celui-ci aurait fait évoluer cette doctrine sur plusieurs points (par rapport à Thémison) : 
- Le nombre et le type de « communautés » : aux états initiaux (resserré, relâché, mixte) en médecine, il ajoute des états chirurgicaux (lésions ou étrangeté par sa nature, sa localisation, son temps de survenue…). Tout en essayant de garder la caractéristique principale d'une communauté : la simplicité (perception immédiate indiquant de facto le traitement adéquat). Par exemple : ce qui est sale doit être nettoyé, ce qui est creux doit être comblé, ce qui est étranger doit être enlevé etc[11]…
- La notion de metasynkrisis : si le corps est un aggrégat qui peut se décomposer en canaux ou pores, ces pores peuvent se modifier non seulement en nombre ou en proportion, mais aussi en nature ou « changement de composé » (métasynkrisis). Dès lors, le retour à la santé n'est pas un retour à l'état initial, mais la survenue d'un nouvel état différent de santé. Il existerait des forces métasyncritiques à l'œuvre dans certaines maladies[12].
- La notion de diatritos : Thessalos aurait développé ou codifié un système chronologique de traitement où le cours de la maladie est divisée en périodes de trois jours. Ce système se base sur l'idée que des maladies évoluent avec des paroxysmes survenant en général tous les trois jours (diatritos), probabilité de référence à laquelle le traitement doit s'adapter. Par exemple, en diététique médicale, Thessalos propose un jeûne de deux jours suivi d'un bon repas au troisième. Tous les autres moyens ou méthodes thérapeutiques suivent le fil directeur du diatritos dans un ordre chronologique (soit avant, pendant, ou après le troisième jour)[10],[13].

## Pseudo-Thessalos

### Lettre à César Auguste
Une lettre adressée à un empereur romain, qui sert de préface à un traité de botanique astrologique, et qui est attribuée en grec à Harpocration d'Alexandrie, est publiée en 1878 par Charles Graux, puis par Pierre Boudreaux en 1912. En 1918 Franz Cumont, qui s'appuie entre autres sur une ancienne traduction latine attribuée, elle, à un Thessalos philosophe, propose d'attribuer lettre et traité à Thessalos de Tralles,,. Cette identification est réfutée par Hans Diller en 1936, et n'est plus acceptée par la plupart des spécialistes modernes, qui parlent d'un Pseudo-Thessalos, lecteur de Galien (mort vers 200), voir Alan Scott et Garth Fowden. L'auteur pourrait être un autre Thessalos, mais aussi avoir choisi de rester anonyme et d'écrire son traité sous le nom de Thessalos de Tralles. L'attribution à l'Harpocration, auteur des Cyranides, n'est pas forcément écartée.
Les arguments pour l'assimilation sont le fait que l'auteur, comme Thessalos, se proclame au-dessus de tous les Anciens désormais obsolètes et que sa thérapie s'appuie sur une théorie des pores. Il semblerait que cet auteur ne fait que reprendre ce que dit Galien de Thessalos, l'argument opposé principal étant que Galien ne critique pas Thessalos de Tralles comme astrologue, ce qu'il n'aurait pas manqué de faire si cela avait été le cas,.
La lettre raconte le voyage en Égypte de son auteur, jeune grammairien formé en Asie Mineure. À Alexandrie il consacre ses études à la médecine, et découvre un traité de médecine astrologique de Néchepso (Pseudo-Néchepso). Mais quand il veut le mettre en application, il ne subit qu'échecs et doit supporter les moqueries de ses condisciples médecins. Il part à Thèbes où un vieux prêtre lui permet de rencontrer le dieu Asclépios qui, lors d'une vision, lui révèle ce que Néchepso a ignoré dans son traité : l'importance des lieux et du moment précis où les plantes sont cueillies.
La lettre sert d'introduction au De virtutibus herbarum (De la vertu des herbes).

### De virtutibus herbarum
Dans cet ouvrage, botanique et astrologie sont liées, comme dans les textes du Pseudo-Néchepso. Selon cette astrobotanique, chaque plante médicinale est en rapport avec une correspondance astrale (planète, zodiaque…). Chaque correspondance se caractérise par une couleur, une qualité, un sexe, un effet, une saison, un jour de semaine, une heure de la journée… Toutes ces correspondances sont reliées à une partie du corps humain (homme zodiacal).
Cette astrobotanique permet de codifier le choix d'une plante médicinale, le moment de sa récolte, son mode de préparation et d'administration. Par exemple, le plantain (Plantago major) relève de la planète Mars, en correspondance avec le rouge, avec des vertus hémostatiques pour traiter les blessures ; porté en amulette, il traite le mal de tête car en rapport avec le signe du bélier correspondant à la tête.

### Textes
- Franz Cumont édi., De virtutibus herbarum Claudium vel Neronem, in Catalogus codicum astrologorum graecorum, Bruxelles, Aedibus Mauritii Lamertin, 1921, p. 253-262 lire en ligne.
- Pseudo-Thalassos ou Thalassos, Lettre à César Auguste, trad. A.-J. Festugière, in La Révélation d'Hermès Trismégiste, t. I : L'Astrologie et les sciences occultes (1944), Les Belles Lettres (1981), p. 56-59. La lettre est aussi attribuée à Harpocration d'Alexandrie.
- Thessalus of Tralles. Thessalos von Tralles: Griechisch und lateinisch., Edité by Hans-Veitch Friedrich. Meisenheim am Glan: 1968.

### Études
- Véronique Boudon-Millot, « Thessalos de Tralles », dans R. Goulet, Dictionnaire des philosophes antiques, vol. VI, Paris, CNRS éditions, 2016 (ISBN 978-2-271-08989-2, lire en ligne), p. 1137-1141.
- Franz Cumont, « Le médecin Thessalus et les plantes astrales d'Hermès Trismégiste », Revue de philologie, d'histoire et de littérature anciennes, vol. 42,‎ 1918, p. 85-108 (lire en ligne).
- Guy Ducourthial, « Astrobotanique et pharmacologie grecques aux premiers siècles de notre ère », Revue d'Histoire de la Pharmacie, vol. 84, no 312,‎ 1996, p. 327–329 (DOI 10.3406/pharm.1996.6239, lire en ligne, consulté le 3 juin 2023)
- Ludwig Edelstein, Ancient Medicine, Baltimore et Londres, The Johns Hopkins University Press, 1967 : The Methodists.
- André-Jean Festugière, “L’expérience religieuse du médecin Thessalos,” in Hermétisme et mystique païenne, Paris, Aubier-Montaigne, p. 141-180.
- (en-US) Philip Harland, « Journeys in Pursuit of Divine Wisdom: Thessalos and Other Seekers », Travel and Religion in Antiquity,‎ 2011 (lire en ligne, consulté le 2 juin 2023)
- Philippe Mudry (dir.) et Jackie Pigeaud (dir.), Les écoles médicales à Rome, Genève, Droz, 1991 (ISSN 0248-3521).
- Vivian Nutton (trad. de l'anglais par Alexandre Hasnaoui, préf. Jacques Jouanna), La Médecine Antique, Paris, Les Belles Lettres, 2016, 562 p. (ISBN 978-2-251-38135-0, BNF 45109782).
- Pigeaud, Jackie, L’Introduction du méthodisme à Rome, ANRW (Aufsteig und Niedergang der römischen Welt), 1993, 2.37.1, p. 566-599.
- Jackie Pigeaud, Poétiques du corps : Aux origines de la médecine, Paris, Les Belles Lettres, 2008 (ISBN 978-2-251-42032-5), chap. IX (« Les fondements du méthodisme »). chapitre déjà publié dans Mudry et Pigeaud 1991.